# Alvord (Texas)
Alvord è un comune (town) degli Stati Uniti d'America della contea di Wise nello Stato del Texas. La popolazione era di 1 334 abitanti al censimento del 2010.

## Geografia fisica
Alvord è situata a 33°21′25″N 97°41′46″W (33.356968, -97.696026).
Secondo lo United States Census Bureau, la città ha una superficie totale di 3,94 km², dei quali 3,94 km² di territorio e 0 km² di acque interne (0% del totale).

## Società

### Evoluzione demografica
Secondo il censimento del 2010, la popolazione era di 1 334 abitanti.

### Etnie e minoranze straniere
Secondo il censimento del 2010, la composizione etnica della città era formata dal 92,43% di bianchi, lo 0,9% di afroamericani, lo 0,82% di nativi americani, lo 0,3% di asiatici, lo 0% di oceanici, il 4,35% di altre razze, e l'1,2% di due o più etnie. Ispanici o latinos di qualunque razza erano il 9,22% della popolazione.